# Alanahalli, Heggadadevankote
Alanahalli là một làng thuộc tehsil Heggadadevankote, huyện Mysore, bang Karnataka, Ấn Độ.